# Софтпрес
Издателство „Софтпрес“ е частно издателство в България.

## История
Създадено е през 1994 г. като издателство за компютърна литература, но през годините предлага широк диапазон от теми в книгите, които издава – от архитектура, бизнес литература, пътеводители, книги за чуждоезиково обучение, енциклопедии, през езотерика и парапсихология, приложна психология, медицина, компютърна литература, спорт, фотография, секс, до книги за майката и бебето, за деца и юноши, хоби и домакинство, хумор, художествена литература и други.
Член на Асоциация „Българска книга“.
Управител на издателството е Станислав Минчев.

## Партньори
Партньори на „Софтпрес“ са водещи световни издателства, сред които: „HarperCollins“, „Random House“, „Oxford University Press“, „Langenscheidt“, „Compact“, „RovioBooks“, „Usborne“, „Ballon“, „Apa Publications“, „Ексмо“, „Питер“, „Олма Медия Груп“, „Microsoft Press“, „O’Reilly“, „Pearson Education (Addison-Wesley“, „Adobe Press“, „Que“, „Sams“, „Peachpit“).

## Автори
Сред авторите на „Софтпрес“ се нареждат имена от бестселър класациите като: Уолтър Айзъксън, Силвия Дей, Джон Вердън, Ева Енслър, Саймън Бекет, Кати Райкс, Мелиса де ла Круз, Сам Крайстър, Тони Бюзан, Александър Бушков, Александър и Юлия Свияш, Валерий Синелников, акад. Борис Болотов, акад. Андрей Левшинов; както и родните майстори на перото Стефан Цанев, Леда Милева и Любомир Николов.

## Поредици
Поредиците на „Софтпрес“ включват:
- Angry Birds
- Know the game
- Res Kit
- Step by Step
- Безсмъртните
- Блокчета за оцветяване
- Бърза тренировка
- В лесни стъпки
- Визуално обучение
- ВСИЧКО ЗА ...
- Да научим повече английски
- Джобен пътеводител
- Ефекти и дизайн
- Забавните животни
- Класически приказки
- Книга с фенерче
- Лесно усвояване
- Личен лекар
- Мини речник
- Моето куче
- Моята книжка-човече
- Направи си сам
- Народни приказки
- Приказки любими в рими
- Приказки с поука
- Пълен езиков курс
- Първата тетрадка на Мечо
- Първи стъпки
- Първите 1000 думи
- Синя кръв
- СПРАВОЧНИЦИ
- УЧЕБНИ КОМПЛЕКТИ
- Училище за вампири
- Хекс Хол
- Хит трилър
- Цветен самоучител
- Други

## Игри и награди
Издателството осигурява награди за различни конкурси. През 2012 г. сайта Блоговодител и „Софтпрес“ правят конкурс на тема „Традиционни български ястия“, с цел да се запазят рецепти – стари и нови, от различните краища на страната. Освен наградите за първите три места, е предвидена и възможност участниците да бъдат публикувани в печатното издание „50 традиционни български рецепти“.
През 2014 г. „Софтпрес“ прави конкурс, свързан със своя поредица – Angry Birds: Маски. Поредица с разгневените птици на издателството е едновременно книга, играчка и комплект за усъвършенстване на детската сръчност.